# (22619) Ajscheetz
(22619) Ajscheetz – planetoida z pasa głównego asteroid okrążająca Słońce w ciągu 3 lat i 189 dni w średniej odległości 2,31 j.a. Została odkryta 22 maja 1998 roku. Przed nadaniem nazwy planetoida nosiła oznaczenie tymczasowe (22619) 1998 KJ10.